# جيسيكا بيروبيه
جيسيكا بيروبيه هي لاعب كرة قاعدة كندية، ولدت في 24 نوفمبر 1992.

## روابط خارجية
- جيسيكا بيروبيه على موقع اللجنة الأولمبية الكندية (الإنجليزية)